# Salammbô (film, 1960)
Pour les articles homonymes, voir Salammbô (homonymie).
Pour plus de détails, voir Fiche technique et Distribution.
Salammbô est un film franco-italien réalisé par Sergio Grieco et sorti en 1960.

## Synopsis
Des mercenaires engagés par Carthage pour lutter contre les Romains se rebellent contre le roi de la cité lorsque celui-ci n'assure pas le paiement promis. Salammbô, fille du roi et prêtresse, conclut alors un accord avec Mathos, leur chef. Entre les deux, une idylle s'établit. Cet amour naissant suscite dans les deux camps de la désapprobation. Mathos vole le voile de la déesse, ce qui entraine de nombreux combats entre les deux camps. Finalement, Mathos est capturé par Carthage et condamné à mort, mais Salammbô intervient et parvient à le sauver.

## Fiche technique
- Titre : Salammbô
- Réalisation : Sergio Grieco, assisté de Mario Caiano
- Scénario : John Blamy, d'après le roman Salammbô de Gustave Flaubert
- Musique : Alexandre Derevitsky
- Décors : Franco Lolli
- Pays de production :  Italie |  France
- Genre : Film dramatique, Film d'action, Film historique
- Dates de sortie : 
  - France : 25 mars 1960
  - Allemagne : 29 avril 1960
  - Italie : 16 septembre 1960
- Affiche : Jean Mascii (France)

## Distribution
- Jeanne Valérie : Salammbò (vf : Claude Chantal)
- Jacques Sernas : Mathos
- Edmund Purdom : Narr Havas (vf : Jacques Beauchey)
- Riccardo Garrone : Hamilcar (vf : Serge Nadaud)
- Arnoldo Foà : Spendus (vf : André Valmy)
- Andrea Aureli : Koenen le grand prêtre (vf : Fernand Fabre)
- Raf Baldassarre : Le chef des mercenaires (vf : Bernard Noël)
- Charles Fawcett : Hanon (vf : Richard Francœur)
- Nando Tamberlani (it) : le grand prêtre (vf : René Blancard)
- Kamala Devi (en) : Neshma, servante de Salammbò (vf : Jacqueline Carrel)
- Ivano Staccioli : Gell (vf : Jean Berton)
- Vittorio Duse : un chef mercenaire
- Pasquale Basile (de) : un chef mercenaire
- Franco Franchi : un chef mercenaire
- Narration : Claude Péran

et
- un membre du Conseil de Carthage (vf : Paul Villé)